# Lucio Bini
Lucio Bini (Roma, 18 settembre 1908 – Roma, 15 agosto 1964) è stato un neurologo e psichiatra italiano.
Il suo nome è ricordato, insieme a quello di Ugo Cerletti, per lo sviluppo e l'introduzione della terapia elettroconvulsivante (1938). Data la scarsa dimestichezza pratica con l'elettricità, Cerletti affidò a Bini il compito di costruire una macchina capace di garantire i massimi sistemi di sicurezza nell'uso della corrente elettrica.
Sempre a Bini, inoltre, si deve il cosiddetto metodo dell'annichilimento (1947), per cui ai pazienti più refrattari agli effetti positivi della cura veniva provocata una sequenza di convulsioni fino alla pressoché totale perdita della memoria, a cui sarebbe seguita anche l'amnesia dei complessi patologici.